# Oneop
Oneop är en ö i Mikronesiska federationen.   Den ligger i kommunen Oneop Municipality och delstaten Chuuk, i den västra delen av landet, 500 km väster om huvudstaden Palikir. Arean är 1,0 kvadratkilometer.
Terrängen på Oneop är mycket platt. Öns högsta punkt är 19 meter över havet. 